# 사회해체론
사회해체론(社會解體論, social disorganization theory)은 사회학에서 사회 생태학적 모델과 관련하여 시카고 학파가 개발한 이론이다. 이 이론은 범죄율과 이웃의 생태학적 특성을 직접 연결시킨다.
사회해체의 의미에 관하여는 여러 가지 설이 있으나, 그 대표적인 견해로 지적되고 있는 엘리엇(M. A. Eliot, 1898-?)과 메릴(F. E. MERRILL, 1898-?)의 설에 의하면 '사회해체(social disorganization)와 사회조직화(social organization)는 같은 기능의 반대적인 사회측면을 나타내며, 사회해체는 세력의 균형에 변화가 있을 때. 즉 사회구조가 붕괴할 때에 나타난다. 그 결과로 이전의 양식은 통용되지 않고 사회통제의 기존형태는 효과적인 기능을 발휘하지 못한다'라고 정의되고 있다. 따라서 사회해체는 광의(廣義)와 협의(狹義)의 두 가지 개념으로 받아들여질 수 있다. 광의의 사회해체란 모든 기능적 사회의 병리적 측면을 의미하는 것으로서, 그 분석을 도시에 적용하였을 경우에는 도시적 대중사회 전체의 사회해체적 현상과 도시 특정 지역의 사회해체적 현상의 둘로 나누어 생각할 수 있다. 또한 협의의 사회해체란 기능적 사회의 현실체인 지역사회 레벨의 지역해체적 병리에 한정되는 것으로 생각된다. 여기에서는 광의의 사회해체를 다룬다.

## 도시대중사회의 사회해체
도시적 대중사회 전체라고 하는 구조적 레벨에 있어서의 병리인 대중 아노미(amomie)적, 또는 인간소외적 병리가 문제된다. 오늘날의 대중사회화 상황에는 여러 가지의 문제점이 지적되고 있다. 그 마이너스적 측면은 특히 도시환경에 집약적·전형적으로 나타나고, 도시사회의 전역에 걸쳐 대중 아노미적 병리가 현저하게 나타난다.아노미라 함은 사회의 무규제적(無規制的)·무규범적(無規範的)인 혼란상태를 의미한다. 뒤르켐(E. Durkheim, 1858-1917)에 의하면 아노미는 근대사회에서 나타난 일종의 풍토병이며, 그것은 인간의 욕망 중에서 탐욕이라는 자본주의 윤리가 지배적인 경제영역에 있어서의 관습적 구속이나 도덕적 제한이 약화되었을 경우에 특히 해로운 사회병리 현상으로 나타난다고 하였다. 즉 아노미적 병리는 봉건사회로부터 근대 자본주의사회로 넘어가는 과도기에 사회혼란을 반영하는 것으로 파악되었던 것이다. 봉건사회에서는 인간의 욕망은 사회적으로 구속되어 있었다. 그러나 근대자본주의사회가 진행됨에 따라 신분적·제도적 구속은 해제되고 욕망이 무한대화되어 탐욕의 목표는 한없이 높아지게 되었다. 이러한 끝없는 탐욕의 환상에 비하면 현실은 무가치한 것으로 방기(放棄)되고 만다. 이리하여 인간의 영혼은 봉건사회에 있어서와 같은 안정된 근거지를 상실하고 무규제적·무규범적인 황량한 세계를 방황하게 된다.자본주의사회가 고도로 발달하여 독점체제단계에 접어들면 인간욕망의 목표와 이를 달성하려는 수단은 점점 사회구조적으로 강한 규제를 받게 된다. 특히 인간의 욕망이 주저함이 없이 개방되게 되고, 목표달성을 위해서는 온갖 과당경쟁이 정당화되며, 상층계급과 하층계급간의 격차가 큰 도시사회에서는 목표와 현실과의 분열이 심화되어 아노미적 병리가 범람하게 된다. 특히 도시적 시민사회가 대중화됨에 따라서 대중 아노미적 병리가 현저하게 나타나게 된다. 일반적으로 이러한 대중 아노미적 병리의 특성으로서 다음 5가지가 지적되고 있다. (1) 기업규모의 확대, 기업조직의 거대화, 관료제화의 진행과 더불어 일어나는 인간의 기계화, 주체성·인간성의 상실 사태, (2) 노동자계급의 계층분화, 생활수준의 평준화의 진행과 더불어 일어나는 근로대중의 분열화·확산화(擴散化)·연대성(連帶性)의 상실 사태, (3) 대중의 정치적·경제적 수익화(受益化)에 따르는 대중의 정치적 무관심화, 소비·여가의 매몰화(埋沒化)사태, (4) 매스 커뮤니케이션의 발달과 영향에 의한 대중적 사고방식의 획일화, 수동화 및 리스먼(D. Riesman, 1909-?)이 지적한 바와 같은 전통지향형이나 내부지향형의 인간에 대항하는 외부지향형의 대중적 인간의 출현사태, (5) 밀스(C. W. Mils, 1916-1962)가 지적한 바와 같은 정치적 권력가와 경제적 실력자의 집중에 의하여 일어나는 파워 엘리트(power elite)의 출현과, 그들의 매스 미디어(mass media, 大衆媒體) 독점에 의한 대중설득적·대중조작적(大衆操作的) 지배의 위기 출현이라는 5가지이다. 이러한 대중 아노미적 병리는 특히 도시적 환경 속에서 융합생성되어 다양한 출현형태를 통하여 그 병태현상을 전형적·집약적으로 나타내고 있다.도시환경에 있어서 대중사회적 병리의 출현상태를 그 병상(病狀)에 대한 저항, 병상으로부터 도피, 병상에의 매몰·중독이라는 반응유형에 따라서 분류하면 그것을 각각 모브(mob)적, 패닉(panic)적, 메타볼리즘(metabolism)적 병태현상이라는 3가지로 구분할 수 있다.

#### 모브적 병태현상
'모브(mob)'란 공격적인 군중의 상태로서 폭동·사형(死刑)·테러와 같은 형태로 나타난다. 일반적으로 폭동은 경제변동기에 피악밥민(被壓迫民)이 인종적·신분적·계급적 차별에 대한 불만으로, 지배자에 대해 폭력적으로 그들의 불만을 폭발시키는 상태를 가리키는 말이다. 그런데 이와 같은 불만이 특히 오늘날의 대도시적 환경 속에서 발생하여 새로운 형태의 모브적 병태현상을 유발시키고 있다. 이러한 모브적 병태현상의 예(例)로 1971년 여름에 발생한 성남단지(城南團地)의 폭도사건(暴徒事件)을 들 수 있다.성남단지는 서울의 무허가 판자촌의 주민을 도시계획에 의하여 이주·정착(定着)시켜 형성된 저소득층(低所得層) 지역이었다. 성남단지사건은 단지민(團地民) 자체 속에도 원인이 있지만 그 배경적 요인은 관료제화(官僚制化)·대중사회화의 부정적인 면이 도시화 상황으로 강화된 측면에서도 지적할 수 있다. 관료제(官僚制)는 단순한 기술적 조직기구로서 만인에 대해 중립적·획일적으로 사무와 사건을 처리하는 것을 전제로 하고 있다. 그런데 이러한 중립적이며 획일적인 사무처리가 하층민(下層民)에게는 차별적이며 비인격적인 것으로 받아들여진다. 성남단지로 이주시킬 때 시(市)가 이주민에게 한 약속을 시는 관료제의 중립적이며 획일적인 속성으로 처리했고 이주민은 시의 약속을 지나치게 믿었었다. 이러한 양자 사이의 거리가 급기야는 이주민의 폭발적 불만으로 나타나 '우리도 인간대접을 하라'는 구호를 내걸고 폭력화하게 만들었던 것이다. 도시의 하층민들은 평소에 불만이 있더라도 복잡한 도시기구 속에서 불만의 대상이나 적(敵)이 구체적이거나 또는 군중적으로 자각되거나 발견되지 않으면 냉혹한 현실을 숙명으로 받아들여 무력하게 생활한다. 그러나 불만이 폭발되지 않는다 뿐이지 억압·연기(延期)되어 심리적으로 부단히 축적(蓄積)되는 상태에 있게 된다. 한편 대중사회화에 따라서 주체성과 합리성을 상실한 인간들이 대중조작(大衆操作)에 걸리기 쉽게 된다. 그리하여 단순한 명목하에 종적으로 결합하여 카리스마(charisma)적 지배를 쉽게 받아들일 수 있는 정신적 기반(基盤)을 형성하게 된다. 이런 뜻에서 성남단지폭동은 관료제화·대중사회화의 부정적 측면이 도시환경요인으로 유발되어 확대된 전형적인 예(例)라 할 수 있다.

#### 패닉적 병태현상
'패닉(panic)'이란 도피적·난민적(難民的)인 군중상태를 말한다. 통근지옥과 교통기관의 연속적 대(大)사고는 거대도시화(巨大都市化) 과정의 물리적 패닉 현상의 전형(典型)이다. 그러나 여기에서는 사회적 패닉현상을 문제로 다룬다. 도시적 환경 속에서 인간의 욕망은 여러 면으로 자극되어 이상하게 된다. 또한 도시는 과당경쟁의 아수라장(阿修羅場)으로서 욕망의 목표가 용이하게 달성되지 않는다. 목표는 점차 심리적으로 높아가는데 반하여 그 달성수단은 제도적으로 강하게 구속된다. 이로 인해 목표와 달성수단의 격차가 커짐에 따라 대중 아노미적 병리가 심화되어 간다. 더구나 기계적인 도시노동환경 속에서 주체성·인간성의 상실사태가 촉진됨에 따라 그 병상(病狀)으로부터 도피하고자 하는 경향이 촉진되어 간다. 이 도피는 도시적 환경 속에서 강화·과장되어 여러 가지 형태를 나타내게 된다. 즉 대중화된 도시인의 소비·여가문화에의 도피, 매몰, 자기망각의 형태를 택하게 된다. 퇴폐적·허식적(虛飾的) 문화, 도색적인 행태(行態)가 번성하여 소외를 잊어버릴 수 있는 환경이 생겨난다. 노동하는 곳에서 주체성을 찾을 수 없는 상황에서는 여가에 있어서도 주체성을 회복할 수 없는 것이다. 그리하여 도피는 타락으로까지 기울어지게 된다. 때로는 에테르(ether, 靈氣)적 정신문화에로의 도피로 나타나는 수도 있다. 사교, 신흥종교의 난립, 히피족의 횡행 등이 그 예가 된다. 도피의 종착역으로서의 아노미적 자살이 특히 도시에서 높아지고 있는 것도 패닉적 병태이상의 일종으로 지적할 수 있다. 또한 고독화되고 군중화된 도시인은 점차 자기의 존재의의를 발견할 수 없게 됨에 따라 최근에는 도시형 인간증발(都市型人間蒸發)이 많아지고 있다. 대도시 속에서의 하층민의 변화가 증가되는 것도 이 인간증발의 예라 할 수 있다.

#### 메타볼리즘적 병태현상
도시사회에서 일어나는 신진대사·동화작용(同化作用)은 일면 사회적 도태작용(陶胎作用)의 의미를 갖고 있다. 도시생활에 동조(同調)하여 살아 남거나 성공하기 위해서는 경제적·정치적 수익(受益) 기회를 추구함으로써 사물화·독점화하기 위한 생존경쟁과 사회적 도태가 필연적으로 따르게 된다. 이것 때문에 모략과 허영이 지배하여 왜곡(歪曲)된 우월감·정복감이나 과당경쟁이 횡행하게 된다. 대량생산에 따른 생활수준의 평준화와 투표에 따른 정치적 평등의 보급으로 중간층의 경제적·정치적 수익감(受益感)이 깊어져서 도시적 대중사회에 대한 동조자가 증가함에 따라 메타볼리즘적 인간이나 사회로 기울어지는 경향이 촉진되어 간다. 대중의 지향은 횡적인 연대(連帶)보다도 상층에 동화하려는 경향을 갖고 있다. 그들의 준거집단(準據集團)은 상류사회이며 거기에 동화하기 위하여 상류사회적 지위의 상징으로서 고급자동차, 가스라이터, 시계와 같은 물건에 인기가 집중된다. 소박한 것보다는 화려한 것, 절약보다는 소비, 노동보다는 노는 것이 도시인의 마음을 사로잡는다. 그리하여 수평적·인간관계적 국면에서의 동화·연대는 없어지고 사회적 도태작용이 지배적이 된다. 도시인의 목표는 하나같이 상향(上向)하는 수직적인 준거집단적 국면으로 동화하려고 함으로써 허영과 책략에 가득찬 과당경쟁적 메타볼리즘이 횡행하여 우월감·정복감에 사로잡힌 인간과 사회가 출현된다. 경제적 수익감의 배후에는 위험한 자가당착이 도사리게 된다. '소비자는 왕이다. 소비는 미덕이다'라는 쾌적한 소비생활을 즐기는 이면에는 월부지불과 임시지출이 뒤따르게 된다. 즉 한없이 상승하는 번영을 뒤좇아가지 못하는 심리적 궁핍감에 번민하게 된다.메타볼리즘은 경제영역에서뿐만 아니라 정치·사회·문화 등 모든 영역에 걸쳐 전면적으로 침투해 가고 있다. 거대도시화와 초대도시화(超大都市化)는 이러한 경향을 구체화시켜 가고 있는 일례이다.

## 지역해체
일반적으로 사회병리를 과학적으로 적출(摘出)하기 위해서는 고찰의 대상을 사회계층적 레벨, 지역사회적 레벨, 소집단 및 개인적 레벨로 구분하고 각각의 레벨에 대응한 사회병리를 적출하는 방법을 생각할 수 있다. 이 경우, 지역사회 레벨에 대응하는 사회병리는 소위 사회해체적 병리이다. 즉 현실의 기능적 사회로서의 지역사회에 있어서 도시화 등의 사회변동 때문에 사회구조·권력구조가 붕괴하기 시작하고, 그 결과 이전의 사고·행동양식이나 가치기준은 이미 통용되지 않게 되고, 나아가 사회통제와 도덕적 규제가 상실되어 지역사회로서의 기능이 저해되며, 무규제적·무규범적인 혼란상태가 나타난다. 이것이 지역사회의 사회해체현상이다. 그런데 오늘날의 사회변동기에 있어서 지역사회의 사회구조·권력구조는 크게 변화해가고 있다. 거시적으로 보면 사회형태는 중세공동체로부터 대중사회로 변화하여 왔다. 과거에 사람들은 마을이나 고장이라는 지역공동사회 속의 몰아적(沒我的) 일원(一員)으로서 그 지역사회의 구속을 받으면서도 안정감을 가지고 살아갈 수가 있었다. 그러나 사회의 근대화와 더불어 지역공동체적 결합의식이 쇠퇴하고, 개인은 그 의리와 인정이라는 굴레로부터 해방되었으나 반면에 영혼의 정착지를 상실하게 되었던 것이다. 오늘날의 대중사회화 상황 속에는 일반사회적 차원에서 다음과 같은 문제가 제기되고 있다. 그것은 근대화→비인간화→자기소외라는 위기를 구제할 수 있는 길은 무엇인가? 등이다. 미국의 근린주거구역적(近隣住居區域的) 주택계획에 의한 따뜻한 이웃 관계의 유지라는 생각이나, 영국의 뉴 타운(new town)적 주택계획에 의한 직장·주거지·소비지를 일체(一▩)로 한 자급자족의 연대의식에 충만한 공동체 형성이라는 생각은, 지역사회의 사회해체적 현상을 둘러싼 문제의 제기에 대하여 하나의 이념적 해결 방향을 보여주고 있다. 도시의 지역해체적 병리의 문제도 기본적으로 이와 같은 것이다.

## 도시지역사회의 사회해체
20세기 초두(初頭) 이래의 과학기술의 진보와 자본주의의 고도화는 오늘날에 와서 급격히 광범한 사회변동을 일으키고 있다. 특히 산업구조의 근대화의 진행에 따라 산업과 인구가 대도시에 집중됨으로써 1970년에는 서울의 대도시권(大都市圈) 인구가 700만에 달하게 되었고, 부산과 대구권도 각각 200만에 육박하게 되었다. 이와 같은 인구집중을 촉진한 것은 갖가지 기능(機能)이 특정지역에 집중함으로써 얻어지는 '집적(集積)의 이익' 원리에 따른 것이다. 이와 같은 산업지상주의 경제 개발은 지금까지 주민의 생활복지를 목표로 하는 사회개발을 밀어젖히고 일방적인 독주를 해왔다. 이러한 기능과 인구의 도시집중은 집적의 이익을 가져 오기는 하지만, 반면에 대도시의 '과밀폐해(過密弊害)'를 유발시킨다. 이러한 집중이 일정한도를 넘게 되면 도시와 농촌에서 갖가지 물리적·사회적 병태가 빈번히 일어나게 된다. 유해가스와 먼지가 모여 발생하는 '스모그(smog)' 현상, 소음, 하천의 오염, 교통마비, 통근지옥과 같은 물리적 병태현상과 더불어 도시지역에서는 특히 빈민가(slum)의 확대, 노동자 숙박소의 증대, 노동자의 폭도화, 근로세대·연소근로자의 대량유입에 따른 과밀거주와 같은 사회적 병태현상이 현저하게 나타난다. 또한 주택난, 과밀거주, 고가의 토지 구입과 같은 도시경제적인 이유로 대도시에서 밀려나가는 사람들이 교외에 대량으로 이동함에 따라 교외지역에서는 신천지에 던져진 고독감이나 소외감, 또는 과잉조직에 휘말려 일어나는 인간관계의 부적응현상 등이 교외적 비애(suburban sadness)나 교통불편, 생활불편, 범죄 다발(多發)과 같은 사회적 병태현상으로 나타난다. 한편 농촌지역에서는 소득저하, 가출, 농촌형 인간증발, 가족붕괴, 과소현상(過疎現象) 등이 나타난다. 이리하여 도시·교외·농촌에 걸쳐 물리적·사회적 병태현상이 현저히 일어나서 도시화에 따른 지역해체적 병리의 새로운 상황이 지적되고 있다.

## 같이 보기
- 슬럼